# アデン
アデン（アラビア語: عدن, ラテン文字転写: ʿAdin/ʿAdan アラビア語南イエメン方言発音: [ˈʕæden, ˈʕædæn]）は、イエメン共和国南西部のアデン県にある、アデン湾に面する港湾都市。2023年時点の人口は107万9670人で、同国第2の都市である。1990年の南北イエメン統合まではイエメン人民民主共和国（南イエメン）の首都であった。

## 歴史

16世紀のアデン

古くから欧州とインドを結ぶ通商の要衝として注目され、Minaeans、ヒムヤル王国（前110年 - 520年頃）、アクスム王国、サーサーン朝が知られている。
アッバース朝（750年 - 1258年）の時代にイスラムが伝来している。ラスール朝（1229年 - 1454年）末期の15世紀には明の鄭和が寄航している（「阿丹」と記されている）。16世紀にポルトガルとオスマン帝国がここを支配していた。
その後はエジプトの支配をへて、イギリスが1839年から海軍基地を置きインド支配のための船舶を海賊から守った。
1937年にイギリスは「アデン植民地」としてインドから切り離し、急速に港湾として機能が充実し、人口が増加した。1956年にスエズ運河が閉鎖されたため製油所がつくられるなどアデンの重要性は更に増した。
1967年にイギリスからイエメン人民民主共和国（南イエメン）が独立し、政府が社会主義の親ソ政策を取ったことから、アデン港は、ソ連海軍の基地ということで重要視されるようになった。ソ連海軍の艦船の寄港はソ連の弱体化とともに縮小し、代わって1990年代以降はアメリカ海軍の艦船の寄港も見られるようになった。

1992年12月、アルカーイダが米国政府要員の宿泊ホテルに爆弾をしかけ2名が巻き添えで死亡。2000年にはアデン港沖で、アルカーイダによる犯行とされる米艦コール襲撃事件があった。2015年2月に首都サナアから逃れてきたアブド・ラッボ・マンスール・ハーディー大統領がアデンを暫定首都と定めたが、3月末にはフーシがアデンの主要地域を支配下に置いた。
2019年8月7日、南部暫定評議会がアデンを攻撃。同月10日、市内の暫定政権側の大統領宮殿を占拠した。

## 地理

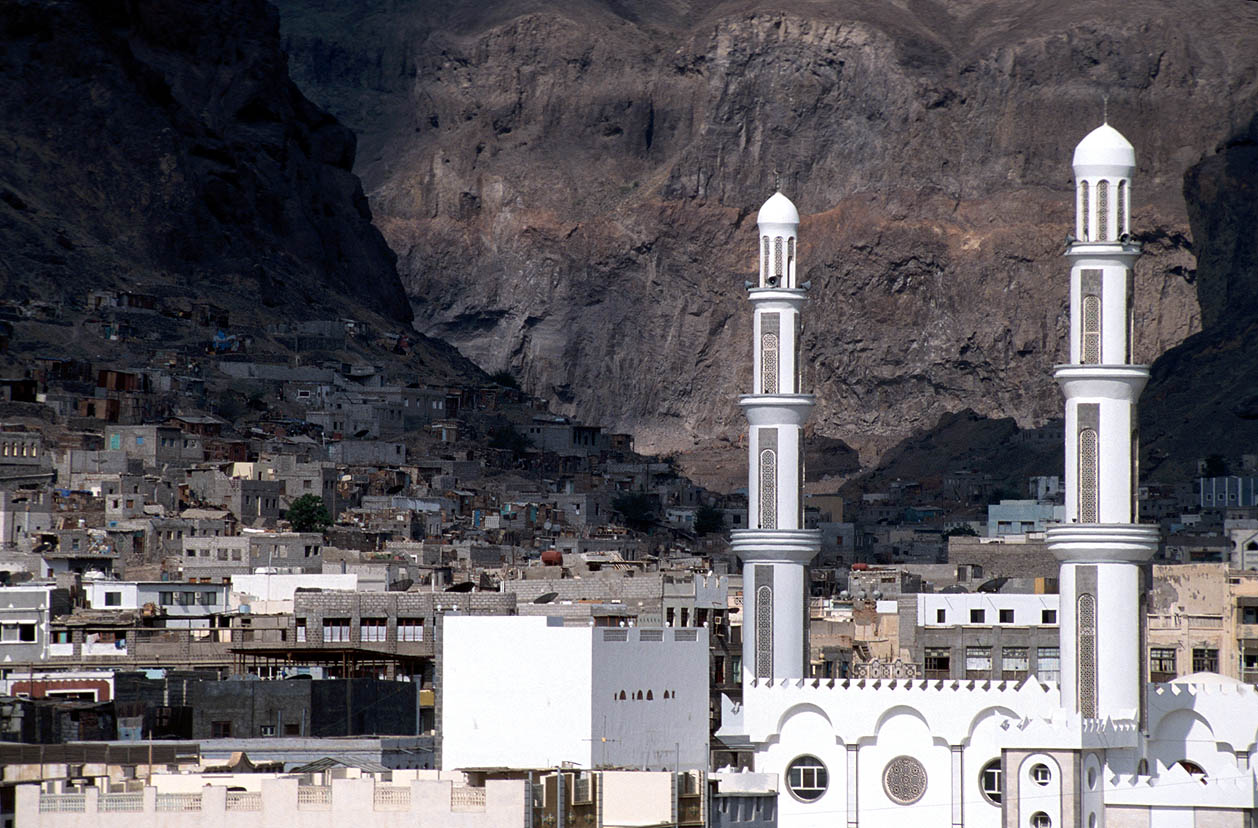
アデン旧市街

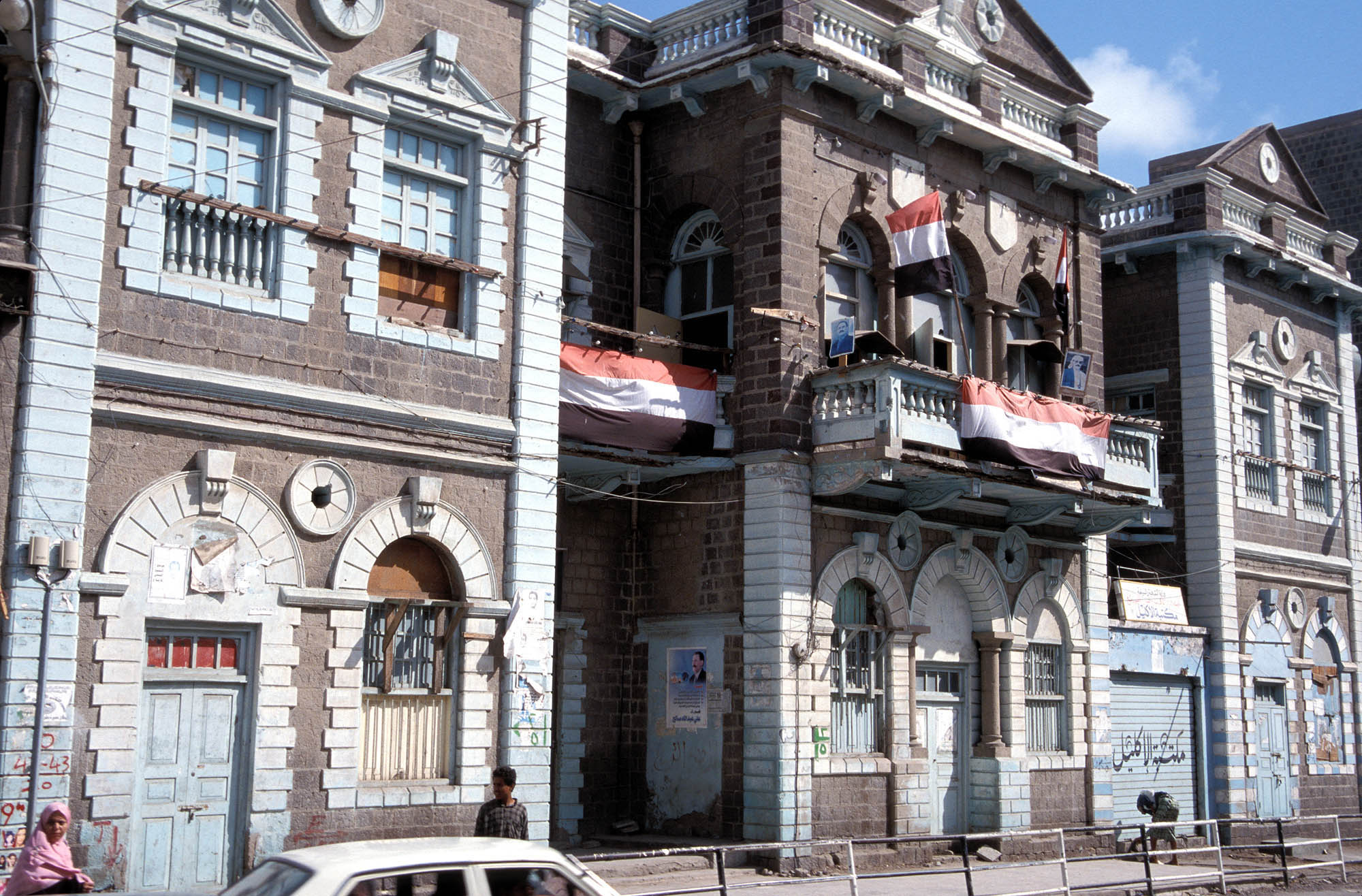
旧市街の通り

市部はアデン半島と対岸のリトル・アデンまでの三日月形の地域である。中心はアデン半島で標高551mの火成岩の岩山（シャムシャーン山）を取り巻くようにして街並みが広がっている。住民は90%がアラブ人であるが、インド人、パキスタン人、ソマリア人等もいる。アデン市一帯は不毛の火山岩地帯で、黒い切り立ったけわしい岩山が街並みの背後にそびえている。その岩山の稜線に沿って古い時代の城壁やトルコ軍の砦の遺構が見える。

## 気候
インド洋から湿った熱風が吹きつけ、年間を通じて気温は高く、1月の平均25.5°C、7月は32.2°C、年間降雨量は約40mm。
| アデンの気候           | アデンの気候 | アデンの気候 | アデンの気候 | アデンの気候 | アデンの気候 | アデンの気候 | アデンの気候 | アデンの気候 | アデンの気候 | アデンの気候 | アデンの気候 | アデンの気候 | アデンの気候 |
| 月                     | 1月          | 2月          | 3月          | 4月          | 5月          | 6月          | 7月          | 8月          | 9月          | 10月         | 11月         | 12月         | 年           |
| ---------------------- | ------------ | ------------ | ------------ | ------------ | ------------ | ------------ | ------------ | ------------ | ------------ | ------------ | ------------ | ------------ | ------------ |
| 平均最高気温 °C （°F） | 28 (82)      | 29 (84)      | 30 (86)      | 32 (90)      | 35 (95)      | 37 (99)      | 37 (99)      | 36 (97)      | 36 (97)      | 33 (91)      | 30 (86)      | 30 (86)      | 32.8 (91)    |
| 平均最低気温 °C （°F） | 21 (70)      | 22 (72)      | 23 (73)      | 24 (75)      | 26 (79)      | 28 (82)      | 28 (82)      | 27 (81)      | 27 (81)      | 23 (73)      | 22 (72)      | 21 (70)      | 24.3 (75.8)  |
| 雨量 mm （inch）       | 3 (0.12)     | 4 (0.16)     | 6 (0.24)     | 5 (0.2)      | 1 (0.04)     | 1 (0.04)     | 4 (0.16)     | 4 (0.16)     | 7 (0.28)     | 1 (0.04)     | 2 (0.08)     | 2 (0.08)     | 40 (1.6)     |
| 平均降雨日数           | 1            | 1            | 1            | 0            | 0            | 0            | 1            | 1            | 0            | 0            | 0            | 0            | 5            |
| 平均日照時間           | 8            | 8            | 9            | 9            | 10           | 9            | 7            | 8            | 9            | 10           | 9            | 9            | 8.8          |
| 出典：Weather2Travel   |              |              |              |              |              |              |              |              |              |              |              |              |              |

## 経済
古くは紅海・インド洋航行の要衝として通過する船から航行料を徴収した。20世紀まで乳香・石炭・木炭・塩・コーヒー・小麦の生産・積出し基地と国内生活物資の輸入基地であった。近年ガス田が発見されたことから液化天然ガスの輸出基地となった。